# Utair
Ne doit pas être confondu avec Union de transports aériens.
UTair Aviation (авиакомпания, aviakompaniya) est une compagnie aérienne russe exploitant tout à la fois des avions et des hélicoptères. Elle est la 4e compagnie de transport par hélicoptères dans le monde. La compagnie existe depuis 1934 et est basée à l'aéroport de Tioumen.

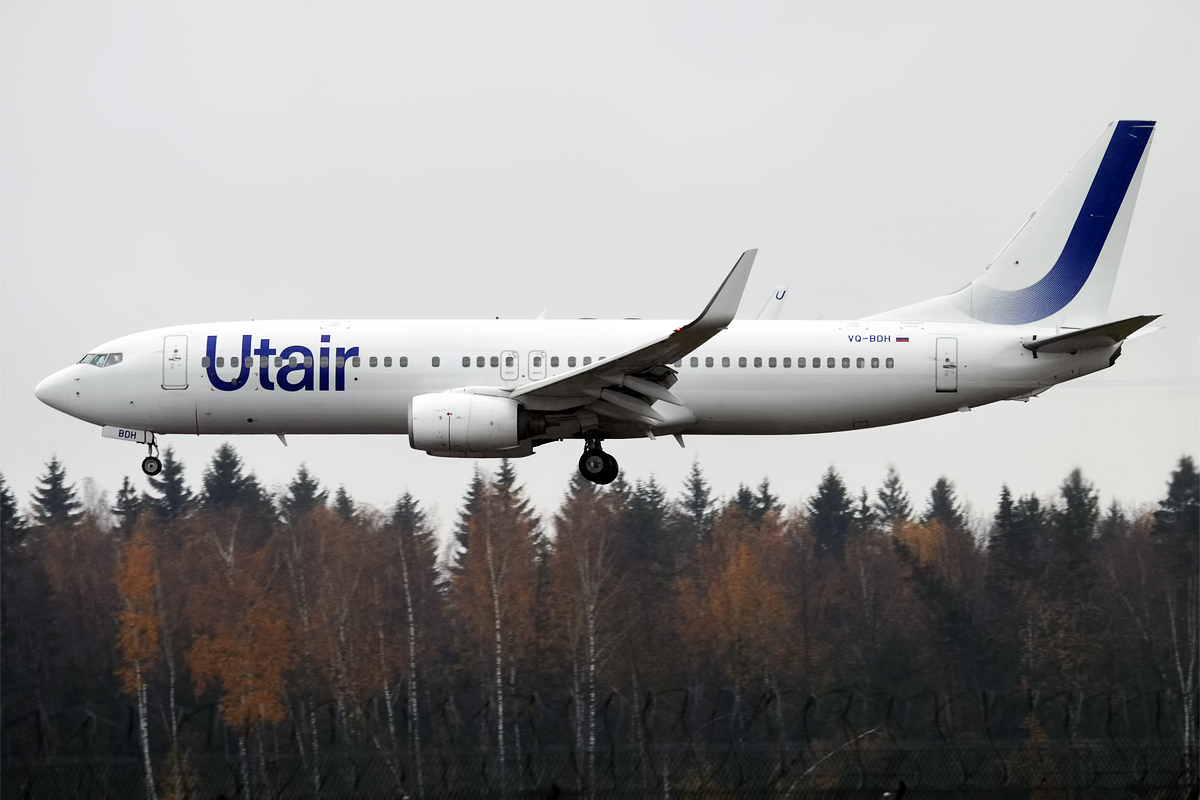
La nouvelle livrée de la compagnie

La compagnie figure depuis 2022 sur la liste des compagnies aériennes interdites d'exploitation dans l'Union européenne.

Ancien logo de Utair

## Partenariats
UTair ne fait partie d'aucune alliance de compagnies aériennes. 
Néanmoins, UTair pratique du partage de code avec plusieurs compagnies dont Turkish Airlines.

## Chiffres

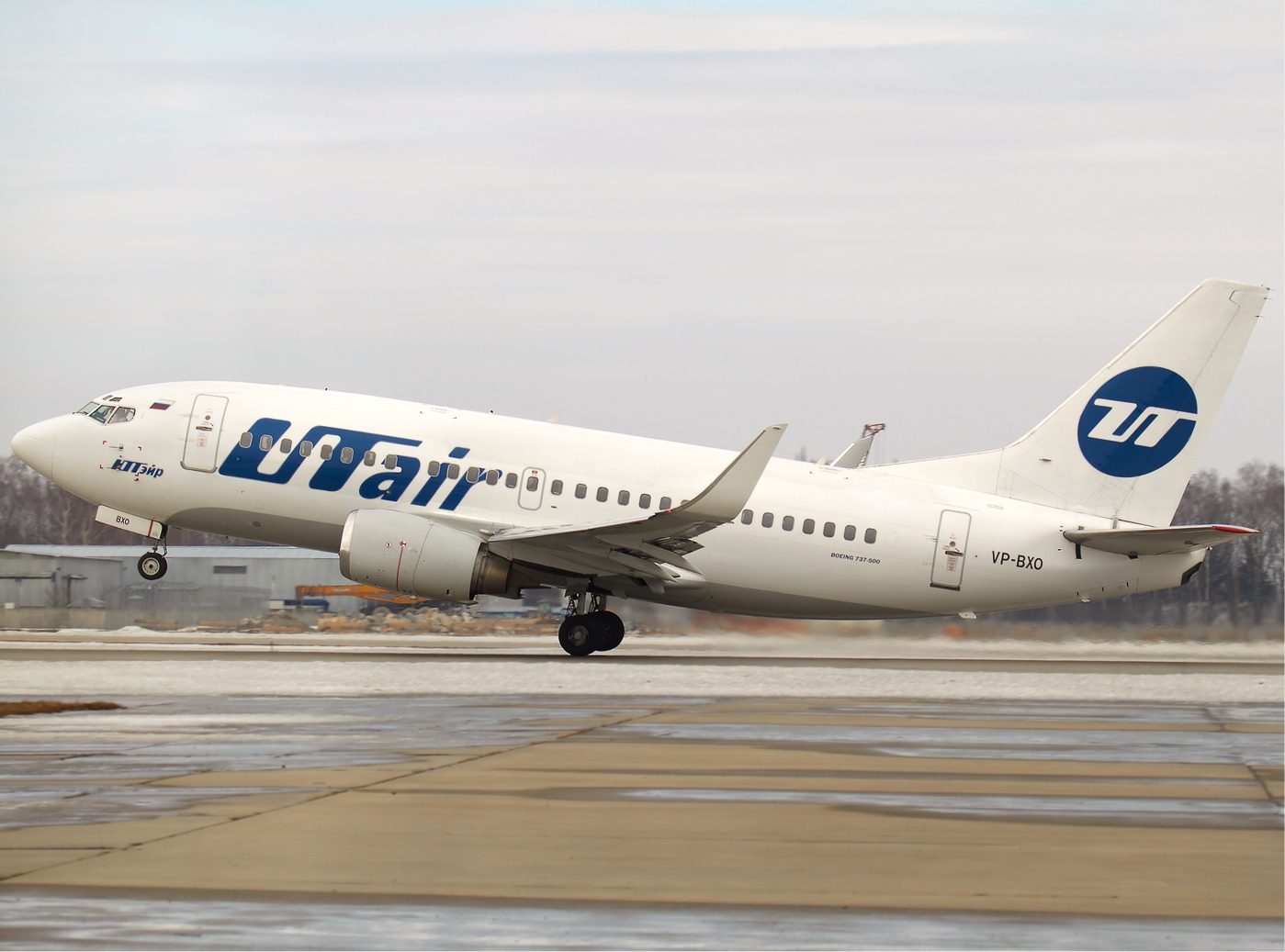
Un Boeing 737-500 d'UTair à l'aéroport de Kiev en 2010

## Flotte

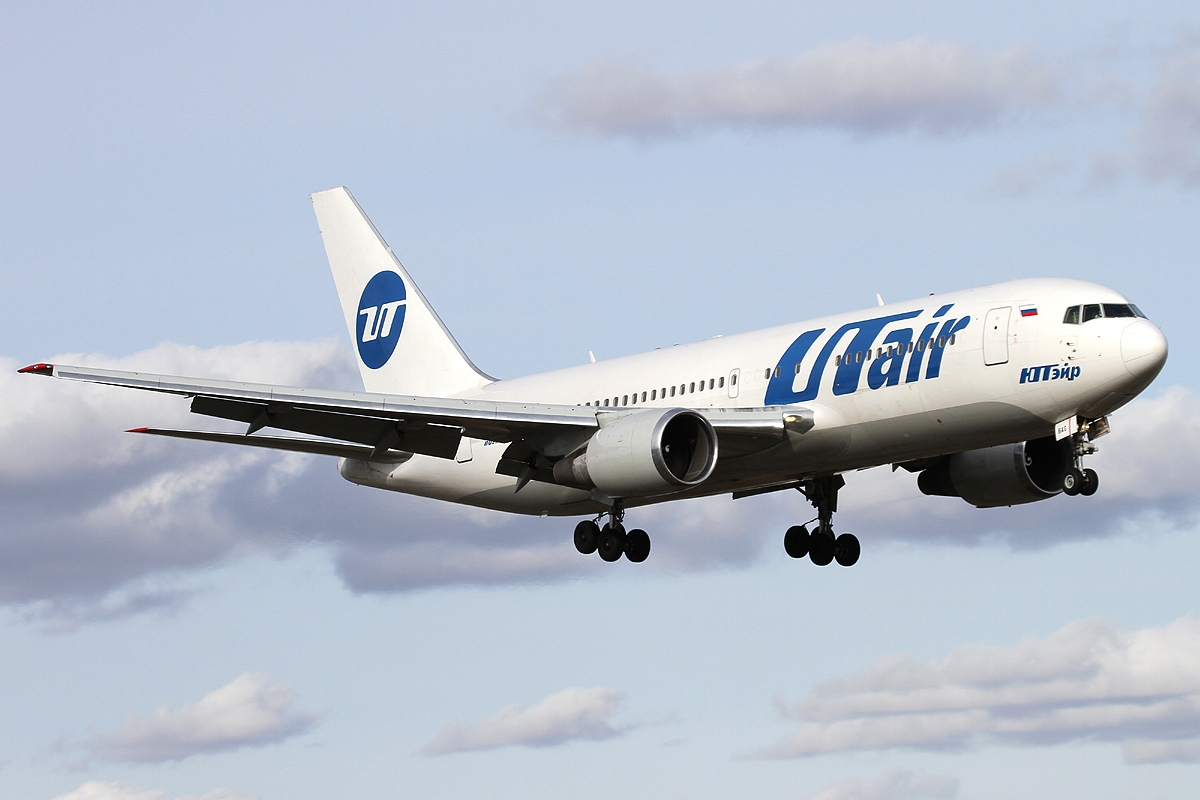
Un Boeing 767-200ER de Utair

En octobre 2020, UTair exploite les appareils suivants,, :
| Appareil         | En service | Commandes | Passagers | Notes                       |
| ---------------- | ---------- | --------- | --------- | --------------------------- |
| ATR-72           | 15         | —         | 70        | Exploités par UTair-Express |
| Boeing 737-400   | 6          | —         | 144       |                             |
| Boeing 737-500   | 27         | —         | 114       |                             |
| Boeing 737-800   | 10         | 1         | 159       |                             |
| Boeing 737 MAX-7 | —          | 30        | TBA       |                             |
| Boeing 767-200   | 3          | —         | 255       |                             |
| TOTAL            | 61         | 39        |           |                             |

En décembre 2014, la compagnie décide de se séparer progressivement de 40 % de sa flotte, et notamment de ses Airbus A321, Boeing 757 et CRJ-200, afin d'optimiser ses coûts.

La compagnie propose aussi des avions ou hélicoptères VIP sur demande :
- 2 Yakovlev Yak-40VIP ou alors Gulfstream IV-SP, Tupolev Tu-134, Mil Mi-8.

| Appareil           | Unités | places | Notes |
| ------------------ | ------ | ------ | ----- |
| Mil Mi-26T         | 21     |        |       |
| Mil Mi-10K         | 7      |        |       |
| Mil Mi-8MTV-1      | 31     |        |       |
| Mil Mi-8           | 115    |        |       |
| Eurocopter AS-355N | 1      |        |       |
| Mil Mi-17          | 2      |        |       |

## Accidents aériens
- 19 mars 2007 : crash d'un Tupolev Tu-134, effectuant le vol 471, lors de son atterrissage sur l'aéroport de Samara. 6 morts et 26 blessés selon les autorités russes.

- 2 avril 2012 : crash d'un ATR-72, effectuant le vol 120, dans l'Oblast de Tioumen (Sibérie occidentale), 45 kilomètres après avoir décollé de Tioumen-Rochtchino en direction de Sourgout. Il y avait 43 personnes à bord ; le bilan s'élève à 32 morts et 11 blessés[5].

- 1er septembre 2018 : sortie de piste d'un Boeing 737, effectuant le vol 579, après son atterrissage sur l'aéroport de Sotchi (Russie). Sur les 172 personnes à bord, dix huit, dont trois enfants, ont été légèrement blessées dans l'accident[réf. souhaitée].

- 8 février 2020: Un Boeing 737-500 se pose sans le train d'atterrissage sur l'aéroport d'OUSSINK avec 100 passagers à bord.

## Galerie photos

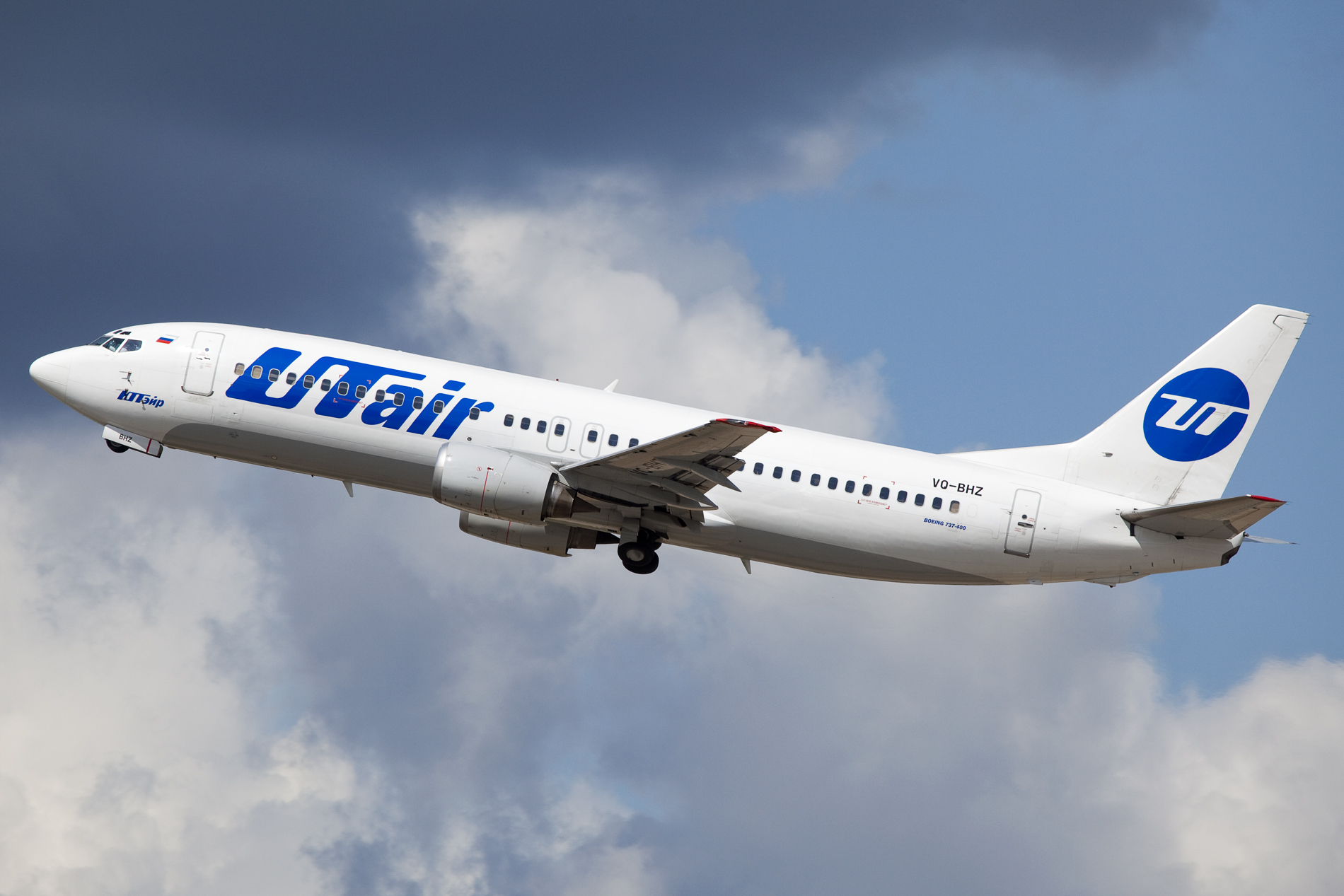
VQ-BHZ B737-400 UTair
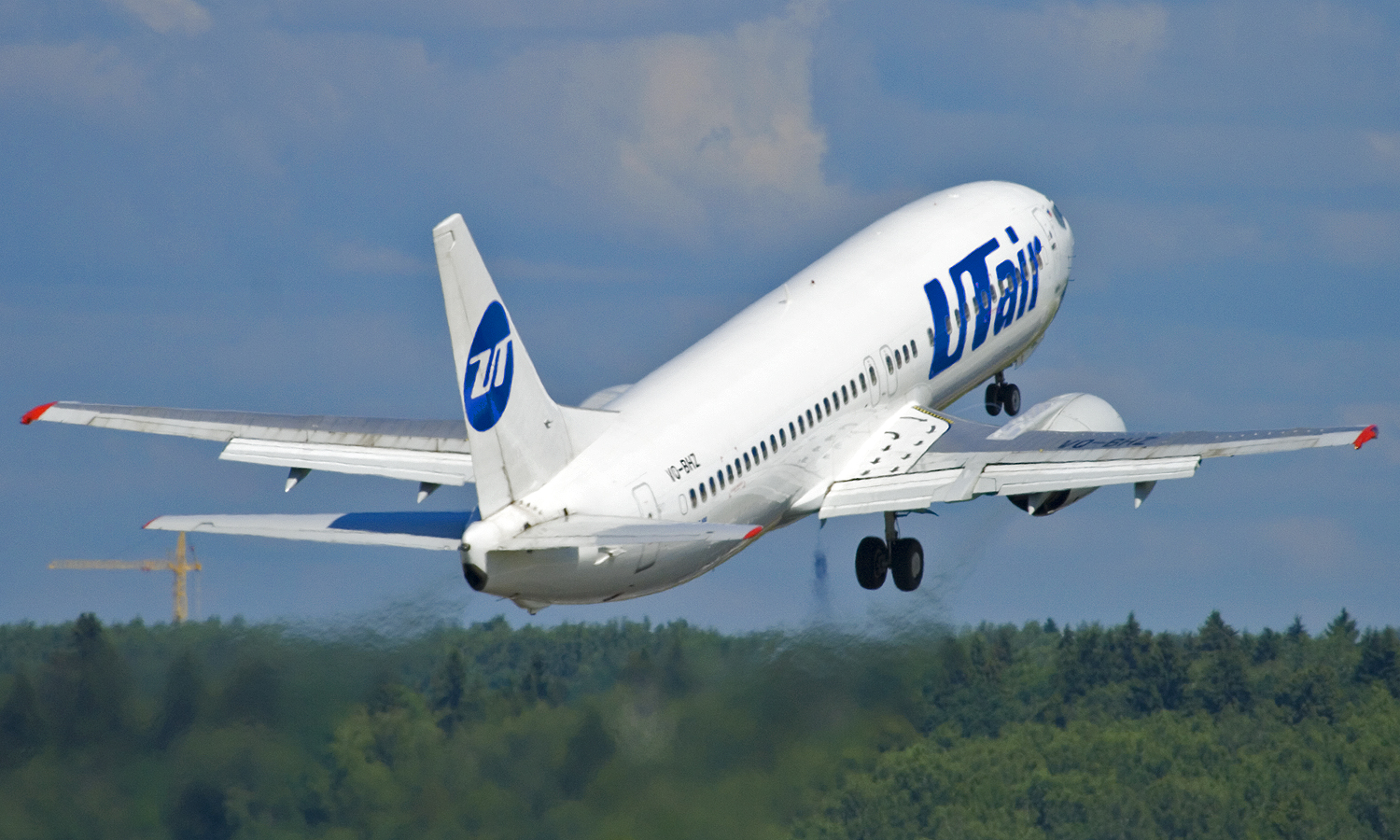
Boeing 737-400 (Utair)
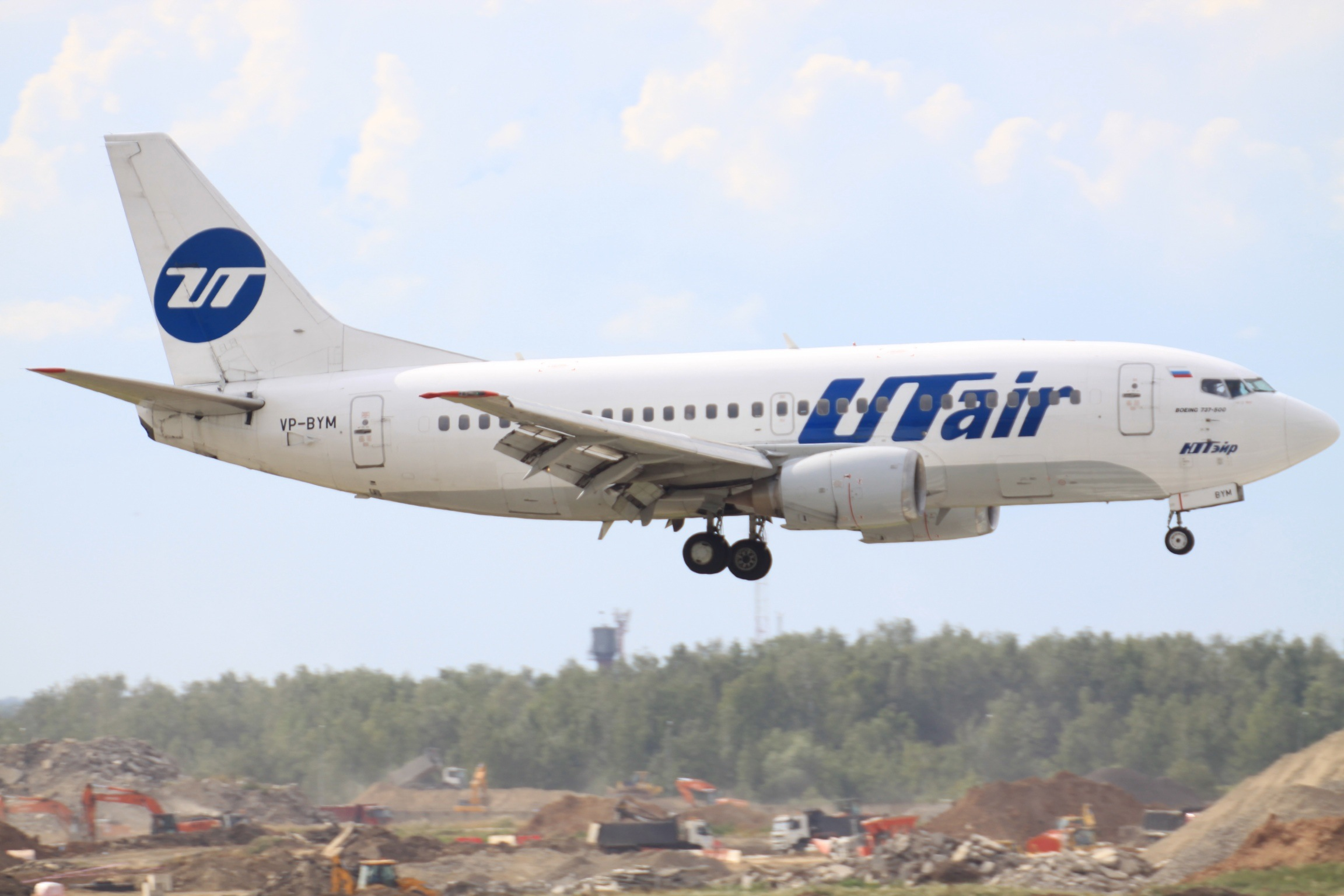
VP-BYM Boeing 737 UTair
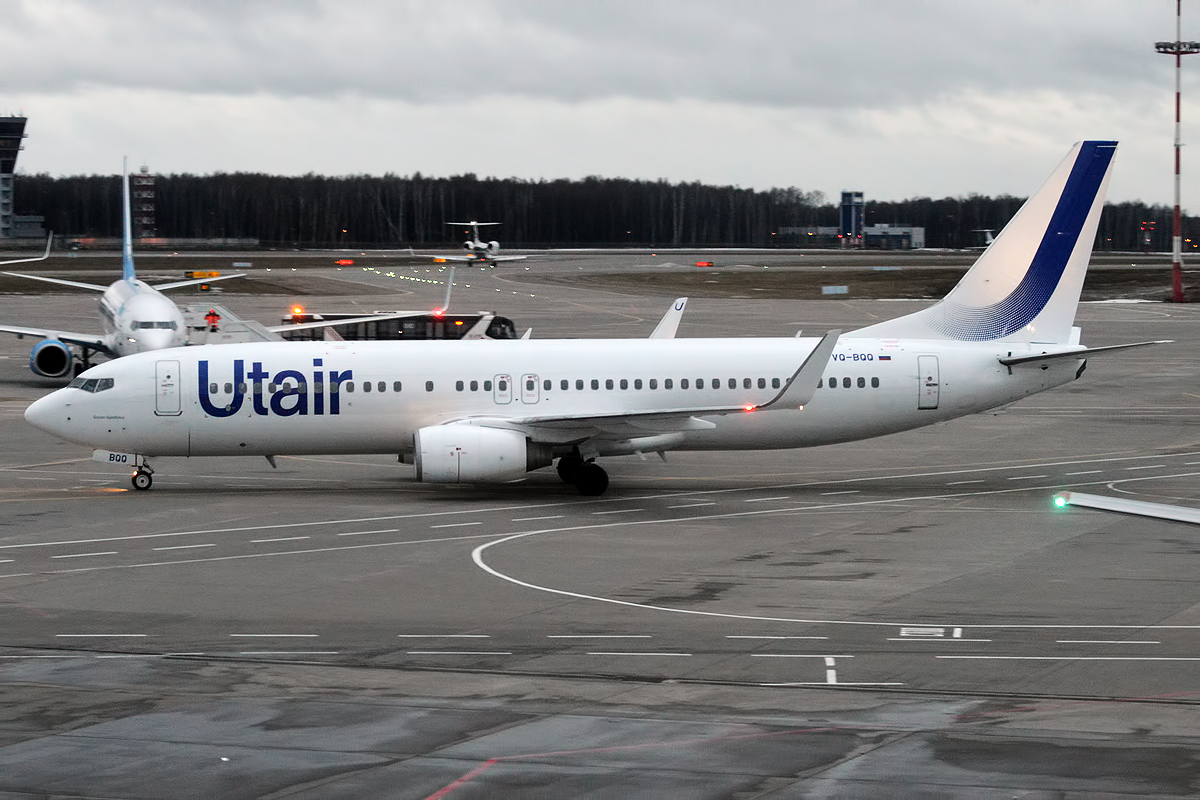
Boeing 737-8GU, VQ-BQQ